# 6169 Sashakrot
6169 Sashakrot è un asteroide della fascia principale. Scoperto nel 1981, presenta un'orbita caratterizzata da un semiasse maggiore pari a 3,0986438 UA e da un'eccentricità di 0,1388140, inclinata di 20,01528° rispetto all'eclittica.